# Teen Idle
Teen Idle é uma canção da cantora e compositora galesa Marina and the Diamonds, retirado do seu segundo álbum de estúdio, Electra Heart.

## Conceito
Marina falou sobre esta canção em uma entrevista: "Originalmente, eu tive a ideia para a música vendo um jumper em um desfile de moda que teve enormes buracos nela com 'adolescente ocioso" estampada na frente Liricamente, é uma música estranha, uma vez que atravessa. polares temas opostos -. inocência e das trevas que eu tinha esperado muito tempo para escrever essa canção e me ajudou a reconhecer algumas experiências que eu tive na minha adolescência, idade 16-20 anos eram uma espécie de apagão para mim Como se eu nem sequer vivê-los ou eles não pertencem à minha vida. Eu realmente não me lembro deles. É definitivamente uma das músicas favoritas do meu fã-base em "Electra Heart". Estou muito orgulhoso dela. a melhor coisa sobre ser um artista é perceber que um sentimento ou experiência que você teve que você sempre pensou que era realmente obscuro ou constrangedor, é de fato muito comum, e que todos nós lidar com praticamente a mesma coisa de uma maneira ou de outra." AllMusic fez uma escolha para a canção junto com "Primadonna" e "Bubblegum Bitch", chamando-a de "pista de inspiração em Lana Del Rey". Del Rey expressou publicamente seu gosto da música.